# Diglochis paludicola
Diglochis paludicola är en stekelart som beskrevs av Phineas S. Abraham 1986. Diglochis paludicola ingår i släktet Diglochis och familjen puppglanssteklar.
Artens utbredningsområde är:
- Tyskland.
- Sverige.

Arten är reproducerande i Sverige. Inga underarter finns listade i Catalogue of Life.